# Posttraumatická stresová porucha
Posttraumatická stresová porucha (PTSP, anglicky post-traumatic stress disorder – zkráceně PTSD), někdy též posttraumatický stresový syndrom (PTSS), jinak také nazývána jako reakce na závažný stres nebo traumatická neuróza (v MKN skupina F43), vzniká jako reakce na traumatickou událost. Postižený opakovaně prožívá událost v myšlenkách, snech a fantaziích a vyhýbá se místům a situacím, ve kterých k události došlo. Podle DSM-IV je PTSD definován jako duševní porucha, která vzniká po náhlých událostech ohrožujících život či osobní integritu. Otřesnou událost může zažít přímo pacient sám nebo jeho blízký člověk (příbuzní či přátelé), eventuálně může být přítomen pouze jako svědek. V současné době nahlížíme na PTSD zjednodušeně řečeno jako na stav, kdy selže začlenění traumatického zážitku mezi ostatní každodenní zkušenosti.
Porucha se často projevuje poruchami spánku, soustředění včetně výpadků paměti nebo úlekovými reakcemi. Současně s PTSD se může vyskytovat i deprese, generalizovaná úzkostná porucha, OCD, agorafobie, depersonalizace nebo různé závislosti. Rozlišuje se akutní reakce na stres (příznaky trvají méně než 3 měsíce) a chronická PTSD (příznaky trvání déle než 3 měsíce).
Ke vzniku posttraumatické stresové poruchy může dojít následkem situací ohrožujících postiženého nebo jeho blízké (např. válka, povodně, požár, těžký úraz, autonehoda, týrání, znásilnění, únos, život ohrožující choroba, pandemie) nebo v důsledku změn v mezilidských vztazích a sociálních rolích (ztráta zaměstnání, nevěra partnera, rozvod, exekuce).

## Stručná historie
Posttraumatickou stresovou poruchou se v jistém smyslu zabýval již v minulém století Sigmund Freud, když pátral po okolnostech, které způsobily postižení zhruba 20 % rakousko-uherských vojáků během první světové války. Tato skupina vojáků měla psychické i fyzické problémy, přičemž nikdo z nich nebyl vážně zraněn. Freud odmítl tehdejší tvrzení, že by mohlo jít o důsledek drobných krvácení do centrální nervové soustavy a že se může jednat také o reaktivaci dětské neurózy. Za příčinu postižení vojáků považoval reakci na bezprostřední ohrožení života ve válce.
Jako samostatná diagnóza byla PTSD klasifikována americkými psychiatry po výzkumech změn psychiky vojáků ve válce v Koreji a Vietnamu. Během této doby se pozornost zaměřovala na objasnění biologických (fyziologických, genetických a neuropsychologických) okolností vzniku PTSD a na vyvíjení a testování nových způsobů léčby, jako je využití somatiky, psychodynamiky a kognitivně-behaviorální terapie.

## Příznaky
Posttraumatická stresová porucha vzniká nejčastěji u jedinců pod stálým psychickým nebo fyzickým tlakem po nečekané události katastrofického rázu (válka, dopravní nehoda, znásilnění či jiný kriminální čin, povodně), kterou zde nazýváme stresorem. Po takovéto události se může rozvinout nejprve akutní stresová reakce, charakterizovaná ustrnutím, dezorientací, omezením pozornosti, v pozdějším stádiu pak apatií nebo naopak hyperaktivitou. Tuto reakci lze často během několika dnů překonat.
PTSD se rozvíjí jen u části lidí vystavených stresoru (hovoří se o 20-40 % obětí). Projeví se znovuprožíváním události v myšlenkách nebo snech. Pacient se často vyhýbá místu nebo situaci připomínající nehodu. Nevzpomíná si na některé podrobnosti či dokonce na celé období, má obtíže s usínáním a spánkem, bývá podrážděný, mívá návaly hněvu, potíže s koncentrací a trpí nadměrnou úlekovou reaktivitou. K rozvoji těchto příznaků dochází nejpozději do 6 měsíců po události a symptomy trvají nejméně jeden měsíc.
Bylo zjištěno, že pravděpodobnost rozvoje PTSD příliš nezávisí na pohlaví či věku postižené osoby. Jsou traumata, po kterých se porucha vytvoří téměř vždy (např. mučení, únos), u některých vzniká jen za určitých okolností (např. dopravní nehody).

## Diagnostika
Pro diagnostiku PTSD se používá systém kritérií, které alespoň v pěti bodech pacient trpící touto poruchou splňuje:
- Jedinec byl vystaven traumatické události.
- Traumatická událost je znovu prožívána ve formě úzkostných vzpomínek, myšlenek, snů, pocitů, halucinací nebo iluzí. Po vystavení pacienta podnětům připomínajícím trauma se objevují značné psychické potíže.
- Osoba se vyhýbá podnětům, myšlenkám, místům nebo činnostem připomínajícím událost. Obtížně si vybavuje některé momenty z období traumatu a někdy pociťuje odcizení od okolní společnosti.
- U pacienta lze pozorovat zvýšenou dráždivost, která před traumatem nebyla přítomna. Jde například o neklidný spánek či potíže s usínáním, zvýšená úleková reaktivita (při náhlém hluku, záblesku světla nebo dotyku). Dostavují se potíže s koncentrací, skrytá agrese s občasnými návaly hněvu.
- Veškeré symptomy trvají déle než jeden měsíc.
- Duševní porucha se promítá do pracovního, sociálního i rodinného života pacienta. Klesá zájem o koníčky a oblíbené činnosti a mohou se objevit poruchy sebehodnocení a emoční strnulost.

Posttraumatický stresový syndrom může být spojen i s jinými psychickými poruchami, jako jsou deprese, panická porucha, fobie a generalizovaná úzkostná porucha. Někdy lze PTSD zaměnit s těmito chorobami, diferenciální diagnostikou je však dokážeme navzájem odlišit.
PTSD můžeme diagnostikovat také biochemicky stanovením krevní hladiny hormonu kortizolu z kůry nadledvin. U nemocných PTSD se kortisolémie paradoxně snižuje, přestože odpovědí na stres by mělo být naopak zvýšení hladiny kortizolu v krvi.

## Péče o pacienta a léčba
V současnosti se k léčbě PTSD používá psychoterapie a farmakoterapie. Co se týče léků, podávají se hlavně antidepresiva SSRI (selektivní inhibitor zpětného vychytávání serotoninu) a MAOI (inhibitor monoaminooxidázy). Ukázalo se, že podávání anxiolytik není tak úspěšné, přestože se také mohou v akutních případech používat. Jako první pomoc lze podat benzodiazepiny. Významnou roli v léčbě posttraumatického stresového syndromu hraje také placebo. Zajímavé bezesporu je, že podávání neúčinných látek je prakticky stejně úspěšné jako podávání běžně užívaných léků s guanfacinem či clonidinem.
Nejdůležitější je ovšem proces psychoterapie, neboť pacient se musí s nešťastnou událostí srovnat a začlenit se znovu do běžného života. Zde se poněkud liší přístup k dětem a přístup k dospělým. Děti totiž často trpí tím, že dospělí o jejich neštěstí nemluví, aby dítě snadněji zapomnělo. Potlačované emoce však způsobují napětí, se kterými se dítě musí v tomto případě vyrovnat samo. Vnitřně totiž chápe, že s ním rodiče, případně ostatní dospělí nechtějí o prožité události hovořit. Proto musí psychoterapeut dobře zanalyzovat situaci a zvolit správný postup léčby.
Psychoterapeutický přístup je založen na empatickém rozhovoru. U dětí se rozhovor skládá z těchto tří částí:
1. Otevírání – dítě prostřednictvím hry nebo kresby vyjádří podstatu traumatu; zvláště v předškolním a mladším školním věku jsou výtvarné projevy snadno čitelné, takříkajíc průhledné.
2. Trauma – postupně se přechází v rozhovor o události.
3. Uzavírání – představuje souhrn celé terapie, vyrovnání se s událostí; terapeut ujistí dítě o jeho bezpečí a o tom, že jeho pocity jsou pochopitelné a pouze přechodné.

Rozhovor s dospělými má poněkud odlišnou strukturu, přestože se opět dělí do tří fází:
1. Hodnocení současného stavu – se zaměřením na deprese, úzkost, znovuprožívání traumatu, úlekové reakce, apod.
2. Období před traumatem – s otázkami na eventuální psychické poruchy v rodině.
3. Diskuze o traumatu samotném.

Psychoterapeut by se měl snažit být empatický, klidný, příjemný. Občasnými a vhodně volenými otázkami se dostává k podrobnostem a rozebírá je společně s pacientem. V žádném případě nesmí vnucovat pacientovi své vlastní názory – naopak, pacient dojde k závěrům sám. Pacient by se neměl bránit emocím (vztek, bezmoc, pláč…), je vhodné jej podporovat v projevech citů, neboť zde je vynikající způsob zbavit se napětí a vnitřně si ujasnit svůj postoj k traumatu, případně později formulovat cíle do dalšího života.
Psychoterapeut má většinou dlouhodobou praxi a bohaté zkušenosti s vedením podobných rozhovorů. Složitější situace nastává, má-li například praktický nebo jiný lékař v rámci ambulantní léčby v místě, kde psychoterapeutická péče není dostupná, léčit pacienta s touto poruchou. Není výjimkou, že veškerá terapie končí pouhým podáváním antidepresiv. Takováto péče je ovšem nedostatečná a nezřídka dochází k doživotnímu poznamenání osobnosti po traumatické události, změně povahy pacienta a jeho osobního života a mnohdy se rozvíjí dlouhodobé psychosomatické potíže. V případě hromadných neštěstí (např. teroristické útoky 11. září 2001 v USA, povodně v ČR v letech 1997 a 2002, železniční neštěstí ve Studénce 8. srpna 2008) se různé organizace snaží sestavit týmy psychologů, které jsou obětem k dispozici, případně zřizují speciální telefonní linky s nabídkou psychologické pomoci.

## Míra rozšíření
- celoživotní prevalence se pohybuje mezi 1 – 9 %
- ženy : muži = 2 : 1

Odhadem postihuje porucha až 30 % obětí živelních katastrof. Záleží ale také na intenzitě stresové situace. Například u veteránů z vietnamské války postihla posttraumatická stresová porucha jen 4 % těch, kteří se účastnili bojů, ale až 20 % těch, kteří utrpěli zranění.